# Urolophidae
Urolophidae, porodica riba hrskavičnjača, dio je reda Myliobatiformes. Na popisu su 3 roda i 28 vrsta. 

## Rasprostranjenost
Rasprostranjena je po Atlantskom, Indijskom i Tihom oceanu. 

## Opis
Urolophidae su skromne veličine, u rasponu od 30 do 80 cm (12 – 31 inč) duge. Imaju jako povećane prsne peraje spojene s glavom, tvoreći disk koji može biti gotovo kružnog, ovalnog ili romboidnog oblika. Dobro razvijena repna peraja; rep umjereno dugačak. Većina vrsta ima jednu ili više dugih otrovnih bodlji na repu.

## Rodovi
1. Spinilophus Yearsley & Last, 2016, monotipičan
2. Trygonoptera Müller & Henle, 1841
3. Urolophus Müller & Henle, 1837